# Dharahara-Turm
Der Dharahara-Turm (Nepali धरहरा), auch Bhimsen-Turm, ist ein zweiundzwanzigstöckiger, 72 Meter hoher Turm im Zentrum von Sundhara in Kathmandu. Er wurde 1832 unter Bhimsen Thapa, dem Premierminister von Nepal, für die Königin von Nepal gebaut und diente ursprünglich als militärischer Wachturm. Später wurde er als touristische Aussichtsplattform genutzt, die über eine lange Wendeltreppe im Inneren zu erreichen war. Bei einem schweren Erdbeben der Stärke 8,3 am 15. Januar 1934 mit rund 16.000 Toten in Nepal und Indien wurde der Turm zum ersten Mal zerstört und danach originalgetreu wiedererrichtet.

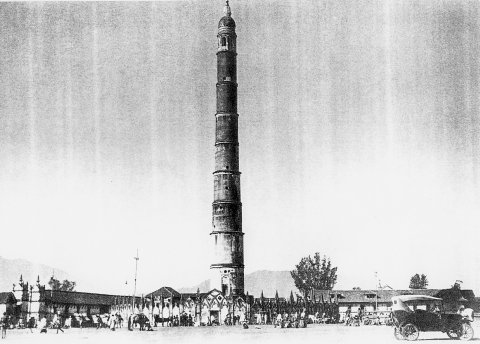
Dharahara-Turm vor dem Erdbeben, 1934

Die Turmwand bestand aus einer Ziegelmauer und hatte in der Höhe des ersten Stocks eine Dicke von etwa 1,5 m und einen Außendurchmesser von etwa 5,5 m.
Beim Erdbeben am 25. April 2015 mit einer Magnitude von 7,8 MW stürzte er zum zweiten Mal ein, aber die Basis blieb erhalten. Aus den Trümmern des Turms wurden ungefähr 180 Tote geborgen. Der Wiederaufbau des Turms begann im Oktober 2018 und am 24. April 2021 wurde er offiziell wieder eröffnet, einen Tag vor dem sechsten Jahrestag des Erdbebens.